# Scoglio Grande (penisola di Clesto)
Scoglio Grande o Camenac (in bosniaco e croato: Veliki Školj) è uno scoglio del mare Adriatico situato nel canale di Stagno Piccolo (Malog Stona kanal), nella Dalmazia meridionale.
L'appartenenza territoriale delle acque del canale di Stagno Piccolo di fronte alla penisola di Clesto (Klek) e in particolare dei due isolotti scoglio Grande e scoglio Piccolo non è stata ancora ratificata, il territorio è rivendicato dalla Bosnia ed Erzegovina (cantone dell'Erzegovina-Narenta, comune di Neum) e dalla Croazia (regione raguseo-narentana, comune di Stagno).

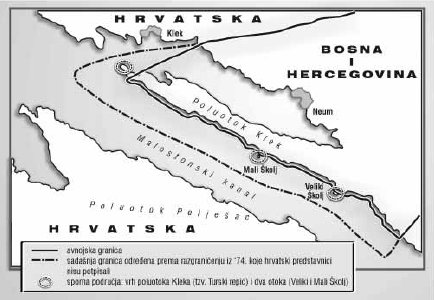
La penisola di Clesto e il confine tra Croazia e Bosnia-Erzegovina

## Geografia
Scoglio Grande si trova a sud di monte Klek (Ćurilo, alto 263 m) nel punto dove la penisola di Clesto si collega al continente, alla distanza dalla costa di circa 195 m; la città di Neum, a nord, al di là della penisola, si trova a circa 2,3 km in linea d'aria. La penisola di Sabbioncello è alla distanza di circa 1,15 km. Lo scoglio, di forma ovale allungata, ha una lunghezza di circa 140 m, un'area di 6977 m² e la costa lunga 347 m.

### Isole adiacenti
- Scoglio Piccolo (Mali Školj), 2 km[9] a nord-ovest, vicino alla costa della penisola di Clesto.

### Cartografia
- (HR) Mappa topografica della Croazia 1:25000, su preglednik.arkod.hr. URL consultato il 21 giugno 2017.
- Carta di cabottaggio del mare Adriatico, foglio XI, Milano, Istituto geografico militare, 1822-1824. URL consultato il 22 giugno 2017 (archiviato dall'url originale il 13 aprile 2013).